# Episodi di Nicky, Ricky, Dicky & Dawn (seconda stagione)
La seconda stagione della serie televisiva Nicky, Ricky, Dicky & Dawn è andata in onda negli Stati Uniti d'America dal 23 maggio 2015 al 6 agosto 2016.
In Italia è stata trasmessa in prima visione assoluta dal 12 ottobre 2015 al 14 settembre  2016 su Nickelodeon, in chiaro è stata trasmessa in prima tv su Super! dal 6 marzo 2017. 
| nº | Titolo originale                   | Titolo italiano                                   | Prima TV USA     | Prima TV Italia   |
| -- | ---------------------------------- | ------------------------------------------------- | ---------------- | ----------------- |
| 1  | Wanted: The Sugar Beet Gang        | Ricercata: La gang della barbabietola da zucchero | 23 maggio 2015   | 12 ottobre 2015   |
| 2  | No Ifs, ands, or But-ers           | Senza se e senza ma                               | 30 maggio 2015   | 13 ottobre 2015   |
| 3  | Urban Legend Outfitters            | Leggende Metropolitane"                           | 6 giugno 2015    | 14 ottobre 2015   |
| 4  | Do-It-All Dawn                     | Tuttofare Dawn                                    | 13 giugno 2015   | 15 ottobre 2015   |
| 5  | Unhappy Campers"                   | "Campeggiatori infelici"                          | 20 giugno 2015   | 16 ottobre 2015   |
| 6  | Mall in the Family                 | Avventura al centro commerciale                   | 27 giugno 2015   | 19 ottobre 2015   |
| 7  | I Want Candace                     | Voglio conoscere Candace                          | 11 luglio 2015   | 20 ottobre 2015   |
| 8  | Sweet Foot Rides                   | Dolci Cavalieri                                   | 18 luglio 2015   | 21 ottobre 2015   |
| 9  | The Mighty Quad Squad              | I formidabili quattro gemelli                     | 25 luglio 2015   | 19 aprile 2016    |
| 10 | Quaddy-Shack                       | Il mini golf                                      | 11 novembre 2015 | 20 aprile 2016    |
| 11 | Go Hollywood                       | Go Hollywood - prima parte                        | 25 novembre 2015 | 18 aprile 2016    |
| 11 | Go Hollywood                       | Go Hollywood - seconda parte                      | 25 novembre 2015 | 18 aprile 2016    |
| 12 | Rock 'n' Rules                     | Rock 'n' regole                                   | 9 gennaio 2016   | 21 aprile 2016    |
| 13 | Ballet and the Beasts              | Il Balletto e le bestie                           | 16 gennaio 2016  | 22 aprile 2016    |
| 14 | She Blinded Him with Science (Bob) | Lo ha Accecato con la scienza (Bob)"              | 23 gennaio 2016  | 25 aprile 2016    |
| 15 | Harpers for President              | Un Harper presidente                              | 30 gennaio 2016  | 26 aprile 2016    |
| 16 | Doggy Door Afternoon               | Pomeriggio alla porta dei cani"                   | 6 febbraio 2016  | 27 aprile 2016    |
| 17 | Three Men and a Mae B.             | Tre ragazzi per una Mae in più                    | 13 febbraio 2016 | 28 aprile 2016    |
| 18 | Diary of an Angry Quad             | Diario di una ragazza arrabbiata                  | 20 febbraio 2016 | 5 settembre 2016  |
| 19 | Quad Court                         | Corte Quadrupla                                   | 27 febbraio 2016 | 6 settembre 2016  |
| 20 | The Quad-Plex                      | I comandamenti di Moses                           | 5 marzo 2016     | 7 settembre 2016  |
| 21 | Nicky, Ricky, Dicky & Sicky        | Nicky, Ricky, Dicky e Malata                      | 9 luglio 2016    | 8 settembre 2016  |
| 22 | Mission: Un-Quaddable              | Missione Infattibile                              | 16 luglio 2016   | 9 settembre 2016  |
| 23 | A Brief Case of Popularity         | Un breve caso di popolarità                       | 23 luglio 2016   | 12 settembre 2016 |
| 25 | New Kid on the Block               | La nuova vicina                                   | 30 luglio 2016   | 13 settembre 2016 |
| 26 | The Tell-Tale Art                  | L' arte rivelatrice                               | 6 agosto 2016    | 14 settembre 2016 |

## Voglio conoscere Candace
Titolo Originale: I Want Candace 
Dawn vuole conoscere la sua giocatrice di Basket preferita ovvero Candace Parker e la vuole conoscere attraverso un quiz telefonico ma i fratelli gli staccano la linea all'ultima domanda. Per ricambiarsi i gemelli si intrufolano nel autobus di Candace ma vengono scambiati per un gruppo di gemelli Phunk russi.

## Avventura al centro commerciale
Titolo Originale Mall in the Family 
I gemelli vanno al centro commerciale e la madre gli dà dei soldi ma finiranno per spenderli tutti.

## Campeggiatori infelici
Titolo Originale Unhappy Campers 
I gemelli vanno a un campeggio e promettono di fingersi figli unici ma finirà male perché le amiche di Dawn vogliono vedere il suo fidanzato e finge che Dicky sia il suo fidanzato poi Ricky e per finire Nicky.

## Tuttofare Dawn
Titolo Originale Do-It-All Dawn 
Dawn ha troppi impegni settimanali; tanti che i suoi fratelli vogliono costringerla a resistere perché così loro possano continuare la loro attività di Hot dog.

## Leggende Metropolitane
Titolo Originale Urban Legend Outfitters 
Dawn e Mae aprono un Podcast solo di cose veritiere ma si ritorce contro Dawn quando dicono della Leggenda del PIGFOOT perché visto che il motto era solo cose veritiere Mae decide di lasciare il Podcast.

## Senza se e senza ma
Titolo Originale Not Ifs ands, or But-ers 
I Gemelli trasformano il garage in una sala giochi per vantarsi di Vivienne.

## Ricercata: La Gang della Barbabietola da zucchero
Titolo Originale Wanted: The Sugar beet gang 
I gemelli devono fare una ricerca su storia e scoprono su una gang (loro parente) che voleva rendere ricchi i loro genitori rubando dalla banca cittadina dell'oro.